# 糜烂性毒剂

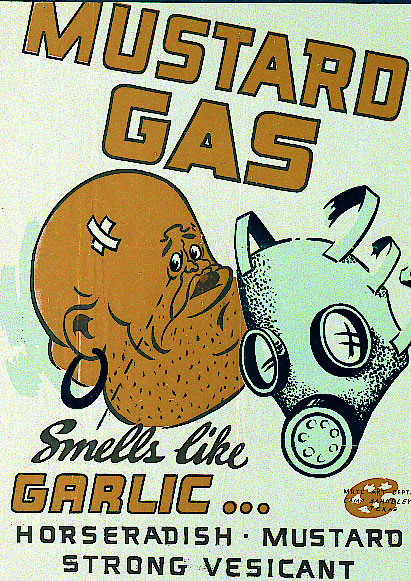
第二次世界大战期间的芥子气（一种糜烂性毒剂）识别海报

糜烂性毒剂是一类可以导致人体皮肤、眼睛、黏膜等细胞组织溃烂的化合物。它们可以破坏细胞内的核酸及酶，使全身中毒。虽然有时被用于医学，但它们更多被用作战场上的化学武器。芥子气是最常使用的，其他糜烂性毒剂还有氮芥气、路易氏气等。有时光气也被认为是糜烂性毒剂，不过一般把它归类为Nettle agent。